# 贝勒塞尔
贝勒塞尔（法語：Belleserre，法語發音：[bɛlsɛʁ]）是法国奧克西塔尼大區塔恩省的一个市镇，属于卡斯特尔区。

## 地理
贝勒塞尔（43°29'24"N, 2°3'19"E）面积4.76 平方千米，位于法国奧克西塔尼大區塔恩省，该省份为法国南部内陆省份，北起顺时针与阿韦龙省、埃罗省、奥德省、上加龙省和塔恩-加龙省接壤。
与贝勒塞尔接壤的市镇（或旧市镇、城区）包括：勒韦勒、布朗、卡于扎克、拉加尔迪奥勒、索雷兹。

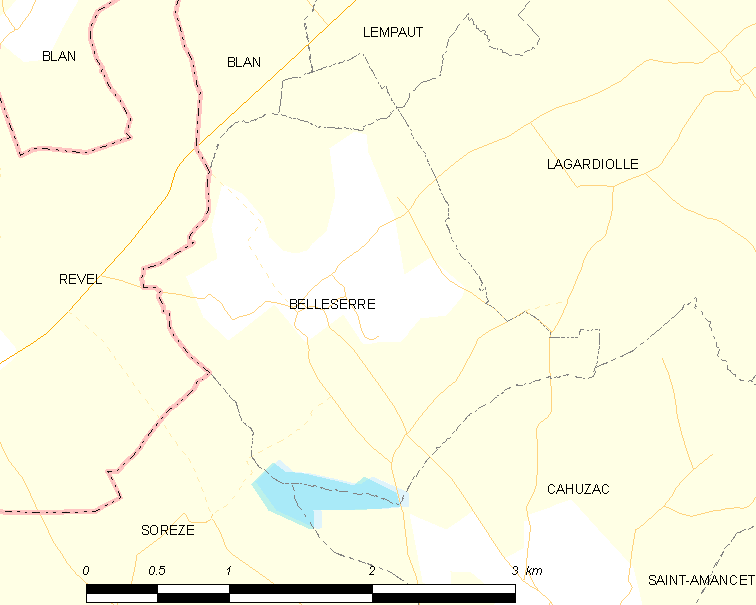
贝勒塞尔的OSM定位图

贝勒塞尔的时区为UTC+01:00、UTC+02:00（夏令时）。

## 行政
贝勒塞尔的邮政编码为81540，INSEE市镇编码为81027。

## 政治
贝勒塞尔所属的省级选区为努瓦尔山县。

## 人口

1962-2008年间贝勒塞尔人口变化图示

贝勒塞尔于2022年1月1日时的人口数量为165人。

## 图集

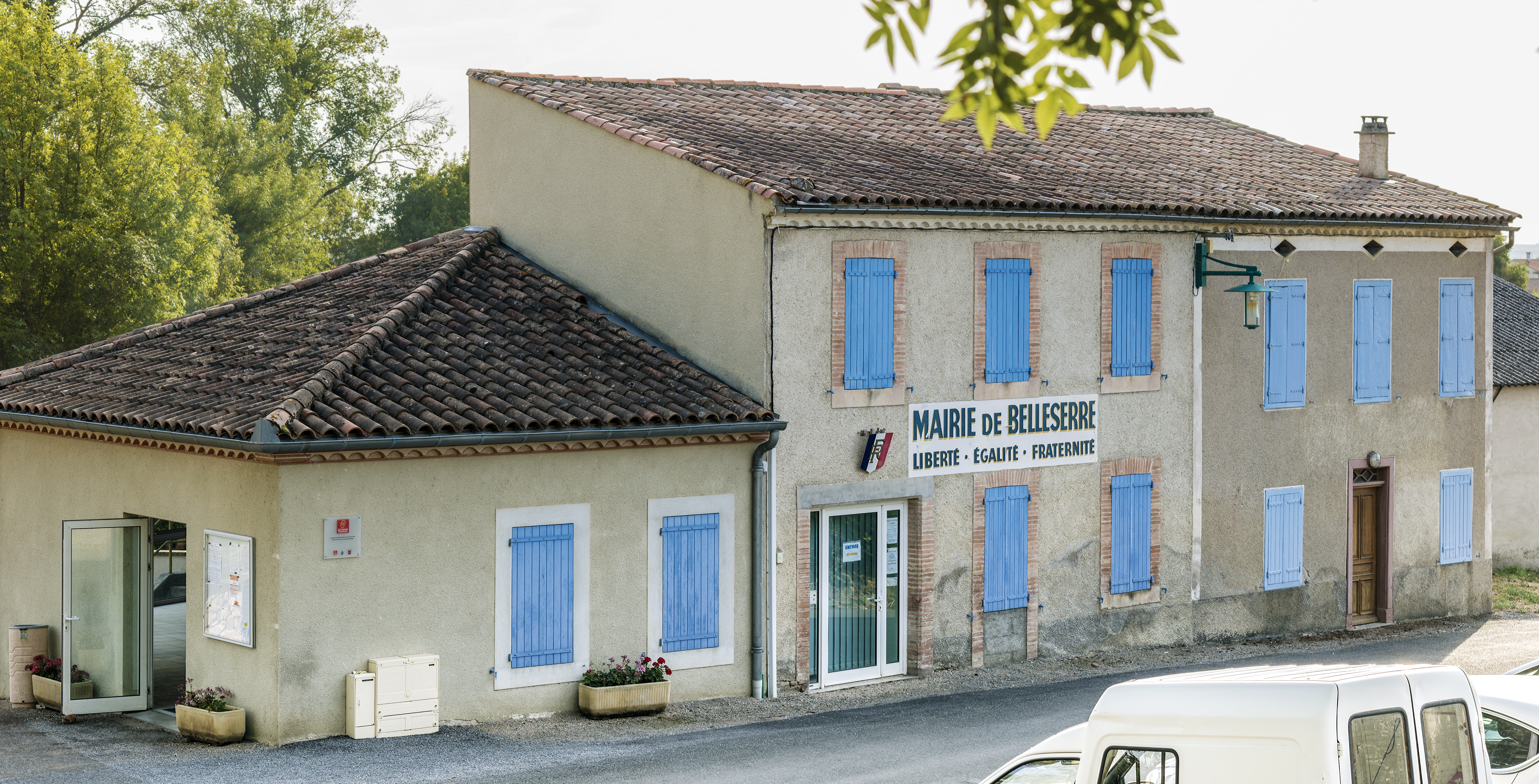
市政厅
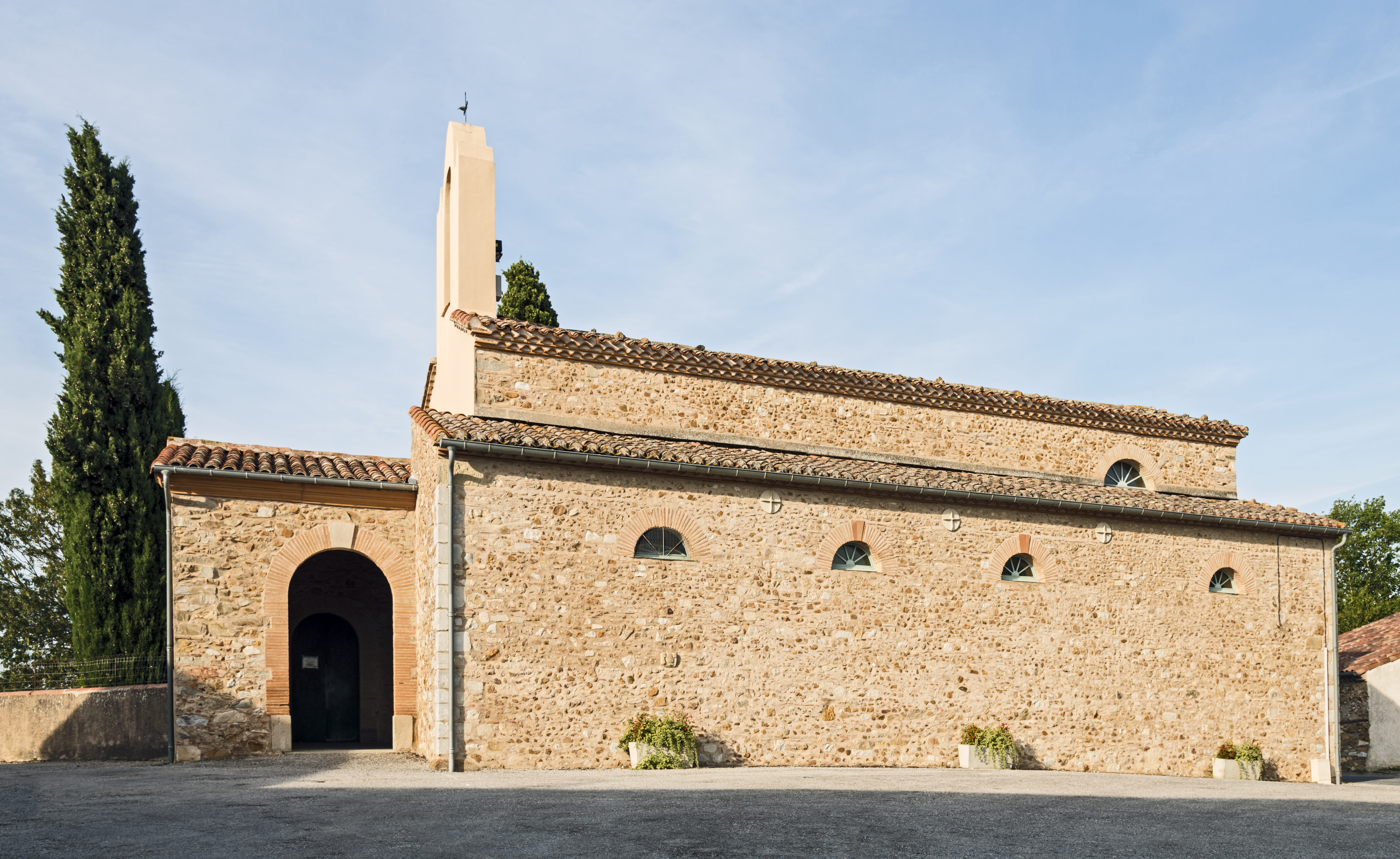
教堂
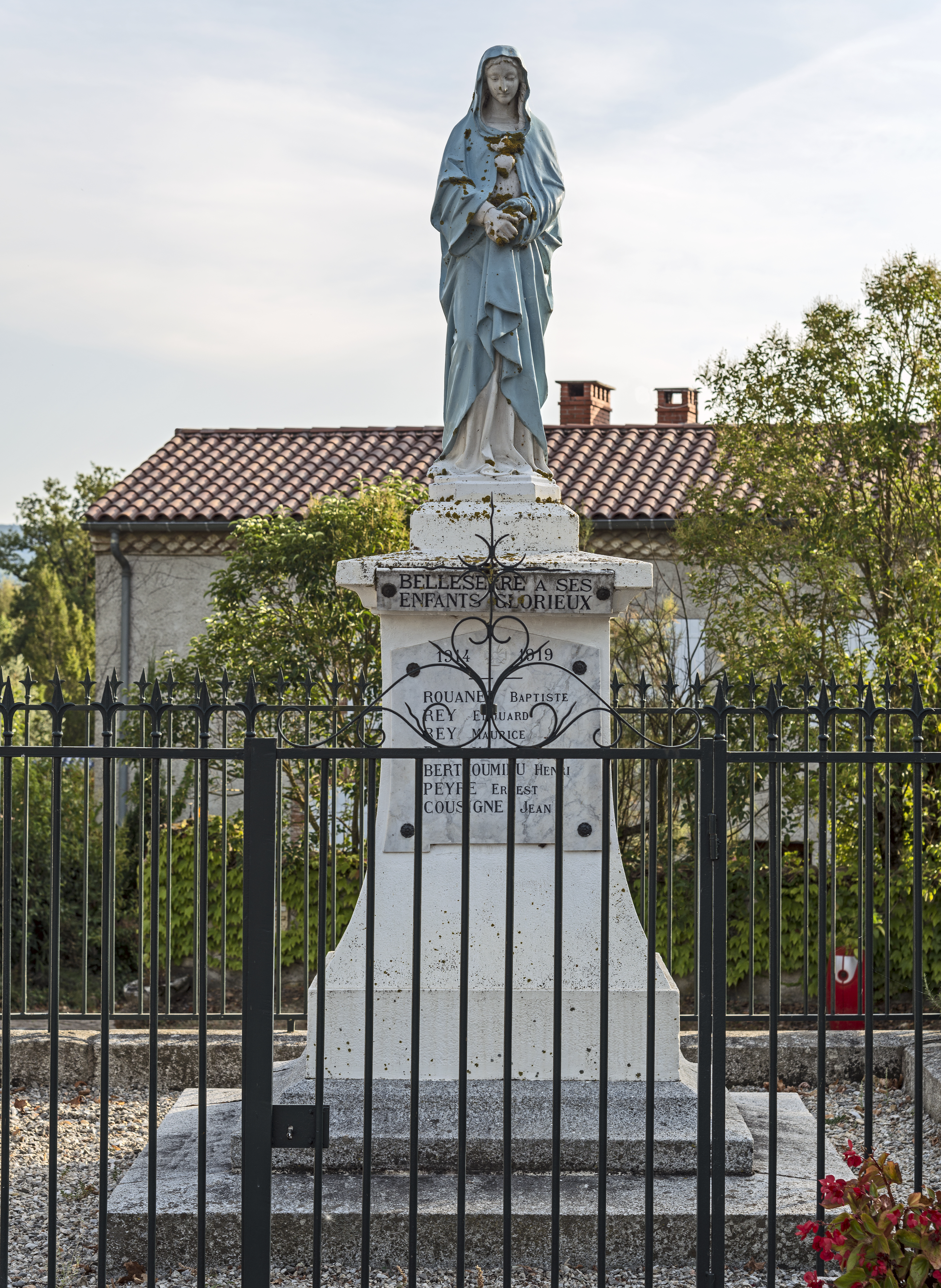
战争纪念碑